# Sania Nishtar
Sania Nishtar (Urdu: ثانیہ نشتر) (Peshawar, 16 de fevereiro de 1963) SI, é uma médica cardiologista, autora e ativista paquistanesa que é a atual Assistente Especial sobre Alívio da Pobreza e Segurança Social do Primeiro Ministro do Paquistão, com o status de Ministro Federal, e Presidente do BISP. Anteriormente, ela atuou no gabinete federal interino em 2013, supervisionando a saúde pública, educação e ciência.
Nascida em Peshawar, Nishtar foi para a escola de medicina na Khyber Medical College e se formou como a primeira de sua classe em 1986. Ela foi introduzida no College of Physicians & Surgeons of Pakistan em 1991, após completar sua residência no Khyber Teaching Hospital. Ela se juntou ao Instituto de Ciências Médicas do Paquistão como cardiologista em 1994 e trabalhou com o instituto até 2007. Ela deixou o instituto em licença sabática duas vezes, primeiro em 1996 no Guy's Hospital em Londres, e novamente em 1999 para buscar seu Ph.D em Medicina pelo King's College de Londres, que ela recebeu em 2002. Ela se tornou um membro do Royal College of Physicians em 2005. Em 2019, o Kings College London concedeu-lhe o título de Doutor em Ciências, Honoris Causa.
Em 1998, Nishtar fundou o Heartfile, um think tank de políticas de saúde com sede em Islamabad. Desde 2014, Nishtar é copresidente da Comissão da OMS para o Fim da Obesidade Infantil e também atua no conselho do Instituto para Saúde Global da Universidade das Nações Unidas. Nishtar era uma das principais candidatas a Diretor-Geral da Organização Mundial da Saúde, a ser eleito em maio de 2017. Ela estava entre os três indicados da lista restrita na eleição realizada em janeiro de 2017, mas não foi bem-sucedida na eleição final realizada em 23 de maio de 2017.
Nishtar co-presidiu a Comissão de Alto Nível da OMS sobre doenças não transmissíveis juntamente com os presidentes do Uruguai, Finlândia e Sri Lanka. Ela é membro do Conselho da Agenda Global do Fórum Econômico Mundial sobre o futuro da saúde e co-preside o Estudo Global da Academia Nacional de Ciências dos EUA sobre a Qualidade da Saúde em países de baixa e média renda. Além disso, ela também preside o Conselho Consultivo Internacional do Instituto Internacional das Nações Unidas para Saúde Global e é membro do Conselho Consultivo Internacional sobre Saúde Global do Governo Federal Alemão.
Sania Nishtar é neta de Sardar Abdur Rab Nishtar, uma figura importante no movimento do Paquistão.

## Reconhecimento
É uma das 100 Mulheres da lista da BBC de 2020.